# Blues in the Night (chanson)
Pour les articles homonymes, voir Blues in the Night.
Blues in the Night est une chanson populaire américaine, qui est devenue un standard. La musique a été écrite par Harold Arlen, les paroles par Johnny Mercer, pour le film Blues in the Night sorti en 1941. Dans le film elle est interprétée par William Gillespie.
La chanson a été nommée en 1942 pour l'Oscar de la meilleure chanson originale.

## Reprises
Elle a fait l'objet de nombreuses reprises, en particulier par Frank Sinatra, Louis Armstrong en 1957, Jimmie Lunceford (1941), Charlie Barnet, Eva Cassidy, Bing Crosby, Ella Fitzgerald, Judy Garland, Benny Goodman, Quincy Jones, Katie Melua, Van Morrison, Artie Shaw...

## Variantes
Les premières phrases de la chanson sont :
"My momma done tol' me"
"when I was in knee pants"
"worrisome thing"
"a woman'll sweet talk"
Les deux premières lignes ont été chantées de différentes façons suivant les versions: 
"My momma done tol' me / when I was in knee pants";
"My momma done tol' me / when I was in blue jeans";
"My momma done tol' me / when I was in pigtails."